# مرغابی اسکارلت
مرغابی اسکارلت (نام علمی: Malacorhynchus scarletti) نام یک گونه از زیرخانواده مرغابیان روآبچر است.